# Cúmulo globular M69
Messier 69 (también conocido como M69 o NGC 6637) es un cúmulo globular en la constelación de Sagitario. Fue descubierto por Charles Messier el 31 de agosto de 1780, la misma noche que descubrió el M70. En ese momento, estaba buscando un objeto descrito por LaCaille en 1751-2 y pensó que lo había redescubierto, pero no está claro si LaCaille realmente describió el M69.
M69 está a una distancia de unos 29.700 años luz desde la Tierra y tiene un radio de 42 años luz. Es un vecino cercano del cúmulo globular M70, 1800 años luz separan los dos objetos, y ambos cúmulos están situados cerca del centro galáctico. Es uno de los cúmulos globulares más ricos en metal.[cita requerida]